# Buschdorf
Ne doit pas être confondu avec Büschdorf (Sarre).
Buschdorf (luxembourgeois : Bëschdref) est une section de la commune luxembourgeoise de Helperknapp située dans le canton de Mersch.

## Histoire
Avant 1822, Buschdorf était une commune à part entière.